# حلميش
حلميش (بالعبرية: נווה צוף) مستوطنة مجتمعية إسرائيلية، أقيمت شمال غرب محافظة رام الله والبيرة وسط الضفة الغربية، وتقع إداريًا ضمن اختصاص مجلس ماتي بنيامين الإقليمي. تُعد إحدى مقرات عصابة متشينا اليمينية اليهودية.

## التسمية
جاءت تسمية المستوطنة من كتاب الأشياء التوراتي وهو الاسم الرسمي، بينما يُطلق المستوطنون اسم «نفي تسور» أو «كريات سفار» عليها. رفضت لجنة التسمية الحكومية اسم «نفي تسوف» كونه كان مضللًا، واعتمدت اسم حلميش بدلًا منه، لكن المستوطنين استخدموا الاسمين.

## التاريخ
تأسست المستوطنة في 16 أكتوبر 1977 على يد الجالية اليهودية الأرثوذكسية لأغراض الزراعة والجذب السياحي. حيث انتقلت مجموعتين من المستوطنين، واحدة دينية، تطلق على نفسها اسم «نفي تسوف أو نفي تسور» والأخرى علمانية، واسمها «نفي تزلح» مع ما مجموعة 40 عائلة انتقلت إلى أحد مباني قلاع تيغارد الانتدابية البريطانية المهجورة قرب قرية النبي صالح.
في عام 1978، أصدر الجيش الإسرائيلي أمرًا عسكريًا رقم (28) لسنة 1978، يقضي بالاستيلاء على أراضٍ فلسطينية مملوكة تتبع قرى دير نظام، والنبي صالح وأم صفا، شكلت ما مساحته 686 دونمًا وذلك لصالح إقامة مستوطنة حلميش.
وفقًا لمعهد الأبحاث التطبيقية - القدس، فإن السلطات الإسرائيلية استولت على أراضٍ محيطة كانت 604 دونمًا من قرية دير نظام، و10 دونمات من قرية بيت إللو والتي تتبع تجمع الاتحاد.
أفادت منظمة "السلام الآن" الإسرائيلية، أن 34.35% من مساحة الأراضي التي بُنيت عليها حلميش هي ملكية فلسطينية مملوكة ملكية خاصة، و0% مملوكة لليهود.

## السكان
بلغ عدد سكانها في عام 1997 حوالي 807 مستوطنًا. فيما بلغ عام 2013 نحو 1144 مستوطنًا. وفي عام 2018، بلغ عدد سكانها نحو 1,478 مستوطنًا.

## البنية التحتية

### التعليم
يتوفر في المستوطنة مدرستين ابتدائية ودينية، ورياض أطفال، وحضانة، ومركز أنشطة لا منهجية ومكتبة عامة.

### خدمات الطوارئ
يتواجد الجيش الإسرائيلي على مدار الساعة، ويوجد فيها سيارة إسعاف وإطفاء ومركز صحي خاص وصيدلية ومركز علاج طبيعي.

### النقل والمواصلات
ترتبط المستوطنة كغيرها بشبكة مواصلات لشركة إيجد الإسرائيلية.

### الرياضة
في المستوطنة بركة سباحة نصف أولمبية.

### الصناعة
للمستوطنة منطقة صناعية، أقيمت شمال شرقها على أحراش أم صفا وتبلغ مساحتها 28 دونمًا.

## أحداث
- في 21 يوليو 2017، قَتَلَ شابٌ فلسطيني أُصيب واعتقل لاحقًا، ثلاثة مستوطنيين إسرائيليين في عملية طعن داخل حلميش.[15]

## الجانب القانوني
يعتبر المجتمع الدولي المستوطنات الإسرائيلية في الضفة الغربية غير قانونية بموجب القانون الدولي، لكن الحكومة الإسرائيلية تعارض ذلك.

## معرض صور

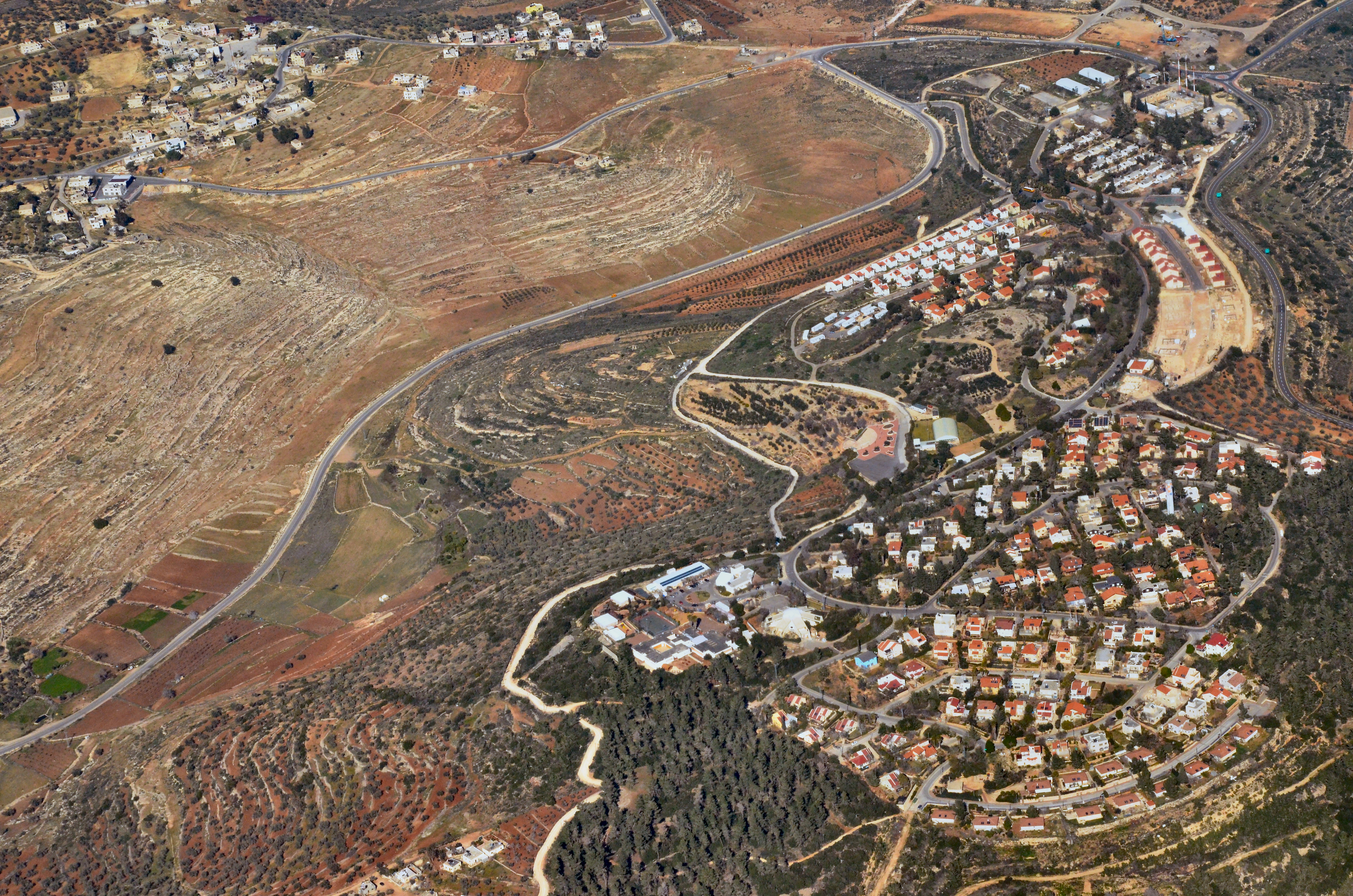
مستوطنة حلميش وبجانبها قرية النبي صالح
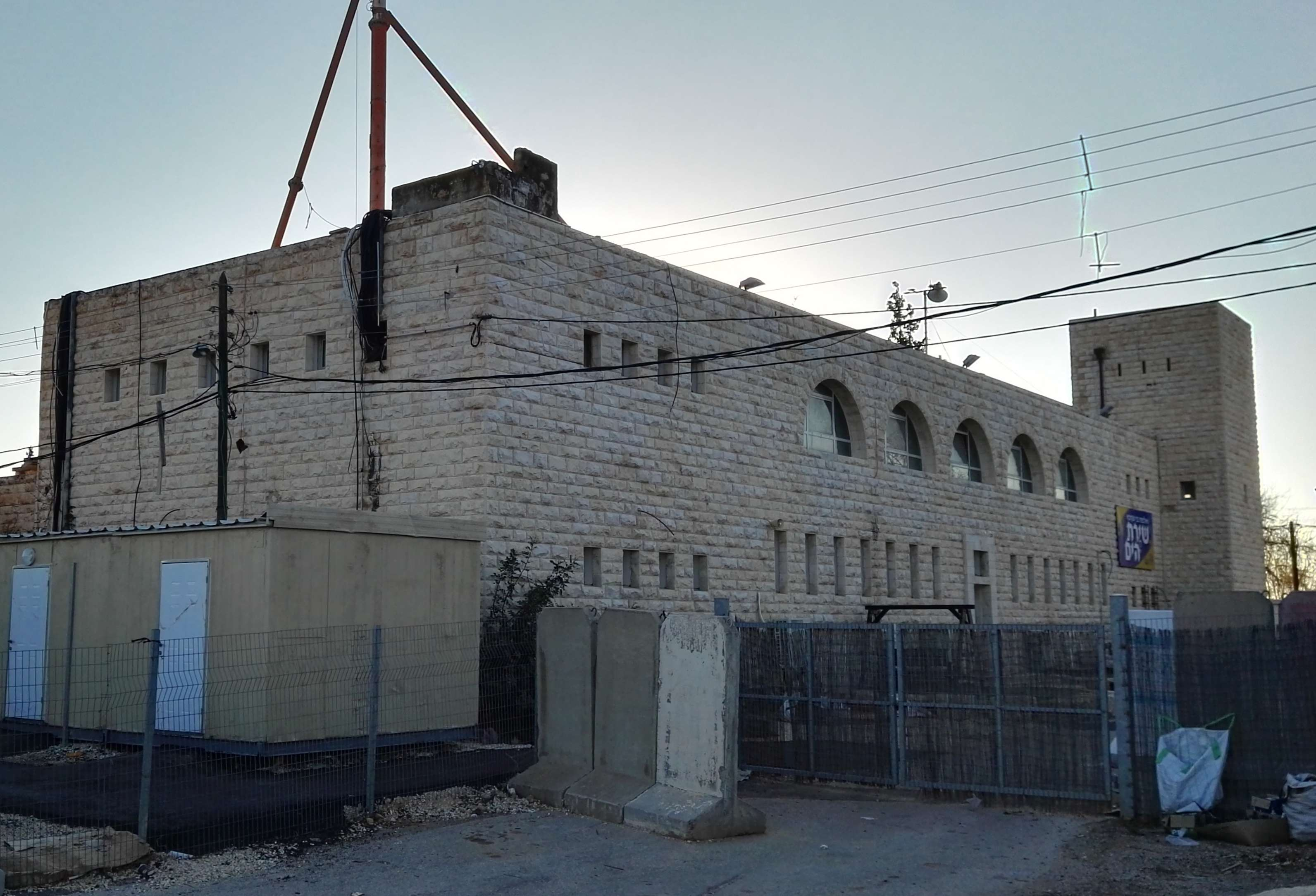
قلعة تيغراد في المستوطنة
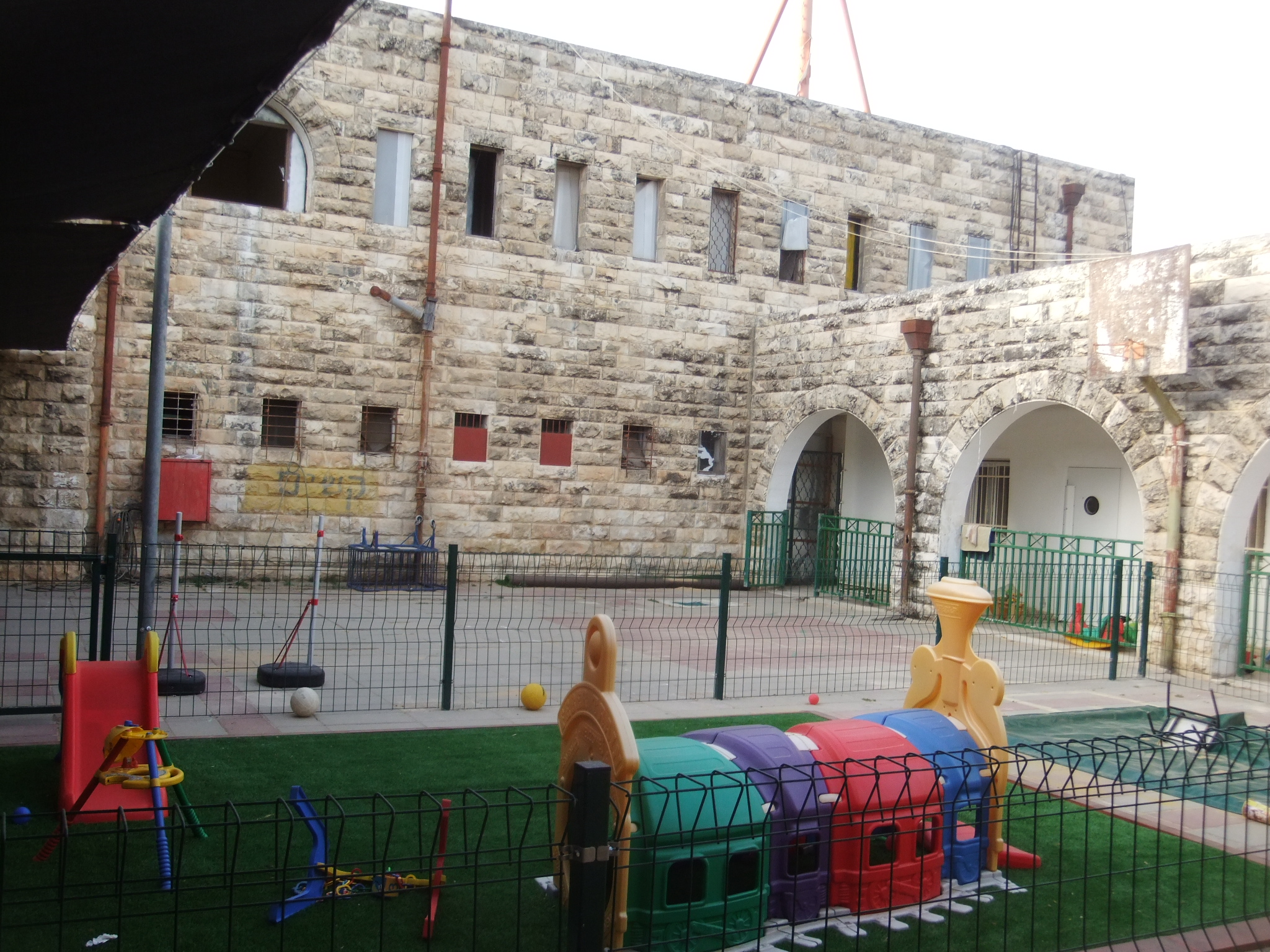
رياض الأطفال في المستوطنة